# No Sound Without Silence
No Sound Without Silence (с англ. — «Нет звука без тишины») — четвёртый студийный альбом ирландской поп-рок-группы The Script, выпущенный лейблом Columbia Records 12 сентября 2014 года в Ирландии и странах с пятничным релизом, а также 15 сентября 2014 года в Великобритании. Точное место записи альбома сказать сложно: он записывался на борту гастрольного автобуса группы во время их мирового тура в поддержку третьего студийного альбома #3.

## Название
Название альбома является одновременно сокращением философской идеи, выдвинутой группой, и критическим комментарием к музыкальной индустрии. No Sound Without Silence — это фраза, заимствованная из идеи, выдвинутой группой, где значимые заявления не могут быть сделаны, не подумав сначала о том. Эта фраза также является комментарием к состоянию музыкальной индустрии, где, по словам группы, большинство артистов и лейблов не думают о том, что они хотят сказать. Название альбома фронтмен группы Дэнни О’Донохью прокомментировал следующим образом:
За то время, что мы были в отъезде, у нас было время подумать о том, что мы хотим сказать индустрии. Нет звука без тишины. Вы не сможете сказать ничего хорошего, если сначала не подумаете об этом.

Оригинальный текст (англ.)The time we've been away, we've had time to contemplate about what we want to say to the industry. There is no sound without silence. You can't have anything good to say if you don't think about it first

## Запись
Большая часть материала, использованного для четвёртого студийного альбома группы, была записана на борту гастрольного автобуса группы во время их мирового тура в поддержку своего третьего студийного альбома #3. На этом автобусе было написано 40 потенциальных треков, но в конечном итоге только 11 треков вошли в финальную версию альбома. Также во время записи альбома фронтмен группы Дэнни О’Донохью был одним из наставников вокального британского шоу The Voice. Однако он покинул программу для того, чтобы сосредоточиться на записи и продюсировании альбома.

### Участники записи

#### The Script
- Дэнни О’Донохью — ведущий вокал, клавишные, гитара.
- Марк Шихан — соло-гитара, бэк-вокал, соведущий вокал на «Superheroes»
- Глен Пауэр — ударные, бэк-вокал.

#### Дополнительные музыканты
- Эндрю Фрэмптон — гитара («Superheroes»)
- Бен Сержант — бас-гитара («The Energy Never Dies»)
- Бен Сержант — бас-гитара («Without Those Songs»)

#### Технический персонал
- Джеймс Барри — продюсер («Superheroes»)
- Эндрю Фрэмптон — продюсер, программист («Superheroes»)
- Майкл Хеффернан — запись («Superheroes»)
- Тед Дженсен[англ.] — мастеринг («Superheroes»)
- Спайк Стент — инженер по микшированию («Superheroes»)
- Джефф Свон — помощник инженера («Superheroes»)
- Фергал Тухи — звукорежиссёр, ассистент продюсера, ассистент инженера («Superheroes»)

## Релиз
No Sound Without Silence был официально анонсирован группой и Sony 18 июля 2014 года. Альбом, его обложка и дата выхода были представлены на сессии Google Hangouts, на которой присутствовала группа вместе с поклонниками по всему миру. На сессии, которая длилась полчаса, группа отвечала на вопросы фанатов через Google+. На данном мероприятии состоялась премьера четырёх треков: «Superheroes», «The Energy Never Dies», «Man on a Wire» и «No Good in Goodbye».

## Треклист
| №                   | Название                               | Автор(ы)                                             | Продессеры                         | Длительность |
| ------------------- | -------------------------------------- | ---------------------------------------------------- | ---------------------------------- | ------------ |
| 1.                  | «No Good in Goodbye»                   | Дэнни О'Донохью, Марк Шихан, Джеймс Барри            | О'Донохь, Шихан, Барри             | 5:07         |
| 2.                  | «Superheroes»                          | О'Донохь, Шихан, Барри                               | О'Донохь, Шихан, Барри             | 4:04         |
| 3.                  | «Man on a Wire»                        | О'Донохь, Шихан                                      |                                    | 4:05         |
| 4.                  | «It's Not Right for You»               | О'Донохь, Шихан, Барри                               | О'Донохь, Шихан, Барри             | 4:24         |
| 5.                  | «The Energy Never Dies»                | О'Донохью, Шихан, Барри, Эндрю Фрэмптон, Стив Кипнер | О'Донохью, Шихан, Фрэмптон, Кипнер | 4:15         |
| 6.                  | «Flares»                               | О'Донохь, Шихан, Барри, Райан Теддер                 | О'Донохь, Шихан, Барри             | 3:49         |
| 7.                  | «Army of Angels»                       | О'Донохь, Шихан, Фрэмптон                            | О'Донохь, Шихан, Фрэмптон          | 3:58         |
| 8.                  | «Never Seen Anything (Quite Like You)» | О'Донохь, Шихан, Барри                               | О'Донохь, Шихан, Барри             | 3:22         |
| 9.                  | «Paint the Town Green»                 | О'Донохь, Шихан, Барри                               | О'Донохь, Шихан, Барри             | 3:31         |
| 10.                 | «Without Those Songs"»                 | О'Донохь, Шихан, Барри                               | О'Донохь, Шихан, Барри             | 3:46         |
| 11.                 | «Hail Rain or Sunshine»                | О'Донохь, Шихан, Барри                               | О'Донохь, Шихан, Барри             | 3:27         |
| Общая длительность: | Общая длительность:                    | Общая длительность:                                  | Общая длительность:                | 43:57        |

## Сертификация
| Регион                                                      | Сертификация | Продажи |
| ----------------------------------------------------------- | ------------ | ------- |
| Австралия (ARIA)                                            | Золотой      | 35 000^ |
| Нидерланды (NVPI)                                           | Золотой      | 20 000^ |
| Новая Зеландия (RMNZ)                                       | Платиновый   | 15 000^ |
| Великобритания (BPI)                                        | Платиновый   | 350,098 |
| ^ Данные о тиражах приведены только на основе сертификации. |              |         |